# 안톤 실루아노프

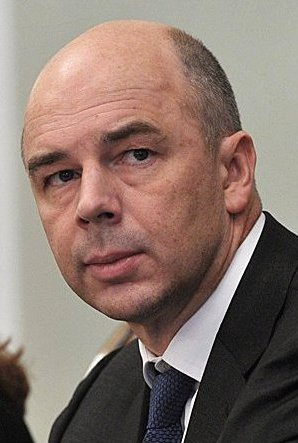
안톤 실루아노프

안톤 게르마노비치 실루아노프 (Антон Германович Силуанов, 1963년 4월 12일 ~)는 2011년부터 재무부 장관으로 재직하고 있는 러시아의 정치인이자 경제학자이다. 2018년부터 2020년까지 러시아 제1부총리로 재직하였다. 2011년, 블라디미르 푸틴 총리는 추가 국방 지출 2조 1천억 루블(660억 달러)을 공개 비판한 후 드미트리 메드베데프 정부의 압력으로 해임된 알렉세이 쿠드린을 대신해 실루아노프를 재무장관에 임명하였다.

## 생애
1963년, 모스크바의 전문 금융가 가정에서 태어났다. 1985년, 실루아노프는 모스크바 소재 러시아 연방 정부 산하 금융 대학교에서 금융 및 신용 학위를 취득했다. 1994년, 실루아노프는 경제학 박사 학위를 취득했다.
1985년부터 1987년까지 실루아노프는 러시아 소비에트 사회주의 공화국 재무부의 수석 경제학자로 근무했다. 1987년부터 1989년까지는 징집되어 소련군에서 복무했다.
1989년부터 1992년까지 실루아노프는 러시아 재무부의 수석 경제학자, 부서 책임자, 전문위원, 고문이었다. 1992년, 러시아 연방 경제재정부 부국장에 임명되었으며, 1992년부터 1997년까지 러시아 재무부 예산실 부실장, 예산국 부국장으로 근무했다.
1997년부터 2003년까지 실루아노프는 러시아 재무부에서 거시 경제 정책 및 은행 활동을 이끌었다.
2003년부터 2004년까지 재무부 차관, 2004년부터 2005년까지 러시아 재무부 예산 관계 부서 국장을 지냈다.
2011년, 러시아 총리 블라디미르 푸틴은 장기관 재무부 장관으로 재직해 온 알렉세이 쿠드린을 대신해 실루아노프를 러시아 재무부 장관 대행으로 임명했다. 2011년 9월 27일, 정부 회의에서 메드베데프가 승인한 후 임명을 발표한 블라디미르 푸틴 총리는 실루아노프가 훌륭하고 확고한 전문가라고 말했다. 이고르 슈발로프 제1부총리는 경제를 담당하는 부총리로서의 쿠드린(Kudrin)의 책무를 이어받게 되었다. 실루아노프는 국제 통화 기금, 세계 은행, 유라시아 개발 은행 산하 유라시아 위기 방지 경제 기금 (ACF, Антикризисном фонде ЕврАзЭС)에서 알렉세이 쿠드린을 대체하였다.

## 재무부 장관
2014년 3월 26일, 국제 통화 기금은 2014년 우크라이나 혁명의 여파로 성립된 우크라이나 임시 정부를 위해 180억 달러에 달하는 구제금융 기금을 확보했다. 이러한 목적으로 러시아 자본이 사용되는 것을 실루아노프가 승인했는지, 아니면 동의를 보류하여 이런 일을를 막을 수 있었는지 여부는 불분명하다.
2018년 5월, 블라디미르 푸틴 대통령령으로 제1부총리 및 러시아 재무장관에 임명되었다. 2020년 1월, 메드베데프 2기 정부가 사임한 후 제1부총리직을 잃고 재무장관직에 유임하였다.